# Nicolas Coustou
Nicolas Coustou (Lyon, 9 de enero de 1658-París 1 de mayo de 1733) fue un escultor francés y miembro de la Real Academia de  Pintura y Escultura.

## Biografía

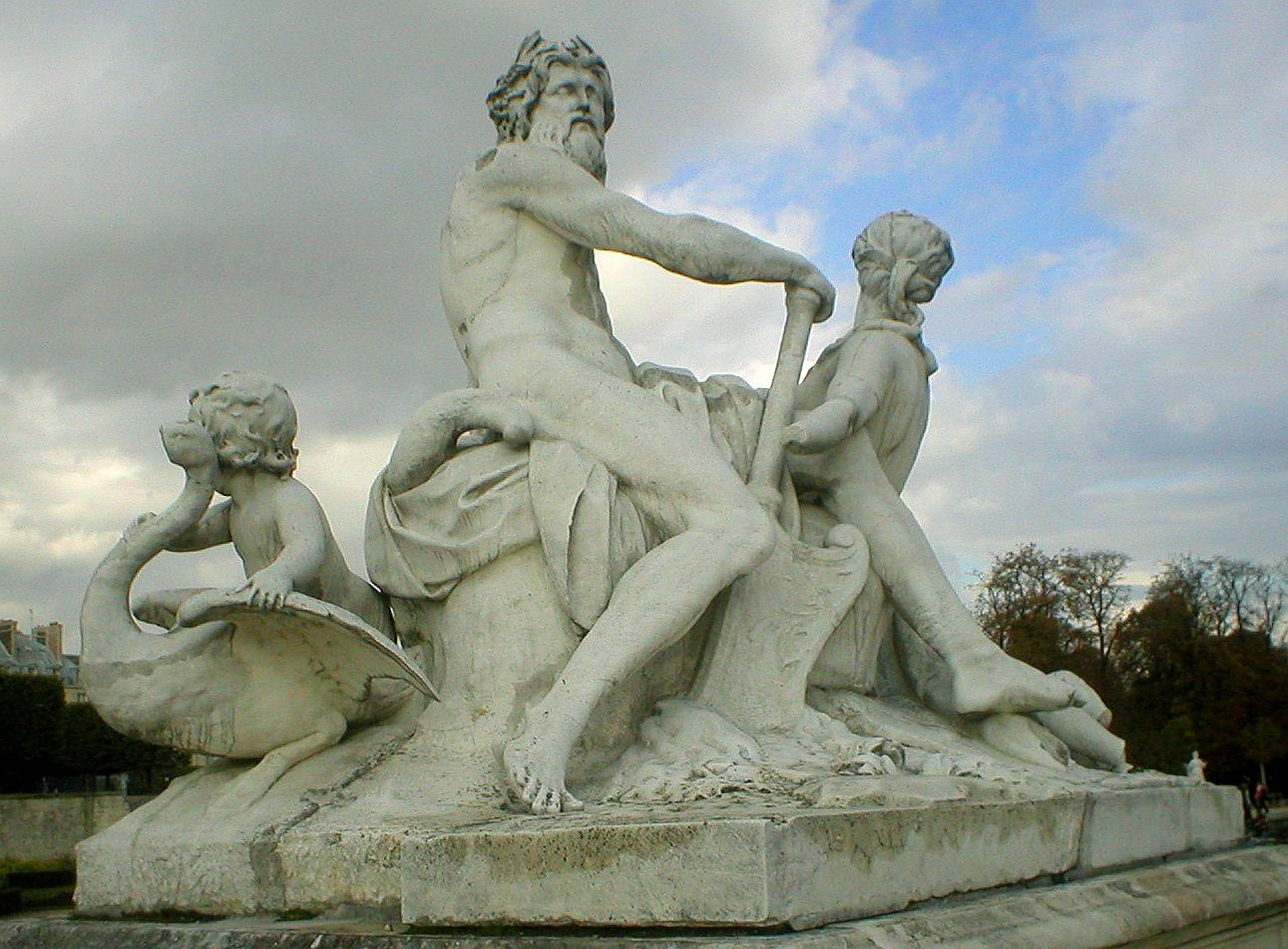
Los ríos Sena y Marne, en los jardines de las Tullerías.

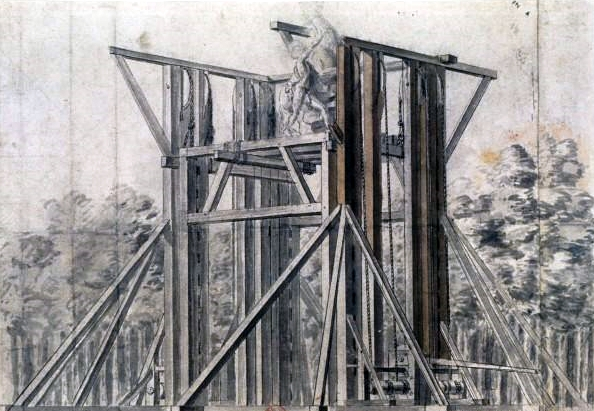
Instalación de los Caballos de Marly en los Campos Elíseos. Dibujo de Coustou.

Hijo de un ebanista, fue su padre quien le instruyó inicialmente en el oficio. A los 18 años se traslada a París para estudiar bajo la tutela de C.A. Coysevox, hermano de su madre, que presidía la recién creada Académie royale de peinture et de sculpture; y a los 23 años ganó el premio Colbert (Premio de Roma), que le daba derecho a cuatro años de formación en la Academia Francesa en Roma (de 1683 a 1686). Tras esto llegaría a asumir el cargo de rector y canciller de la Academia de Pintura y Escultura.
Trabajó junto a su hermano pequeño Guillaume Coustou, también escultor de renombre y director de la Academia ; en ocasiones no resulta fácil discriminar la autoría de un trabajo concreto entre uno y otro hermano. Su sobrino Guillaume Coustou (hijo), también fue escultor.
Desde el año 1700 trabajó en Marly y en Versailles junto a Coysevox. Fue sobresaliente por su destreza. Estuvo influenciado por Miguel Ángel y Algardi, y trató de combinar las mejores características de ambos. Buen número de sus obras fueron destruidas durante la Revolución francesa; las más famosas de ellas son "La Seine at la Marne", la "Berger Chasseur", y "Daphne perseguida por Apolo" en los jardines de las Tullerias, el bajorrelieve "Le Passage du Rhin" en el Louvre, las estyatuas de Julius Caesar y Louis XV en el Louvre, y el "Descendimiento de la Cruz" tras el altar del coro de la catedral de Notre Dame de París.

## Obras

### París

#### Museo del Louvre
- Julio César, encargado en 1696 para los jardines de Versailles, para hacer pareja con el Aníbal de Sébastien Slodtz.
- Sena y Marne, hacia 1712
- Cazador descansando.
- Luis XV como Júpiter.
- Apolo, hace pareja con la Dafne de Guillaume Coustou.
- "Luis de Francia, llamado el Gran Delfín (Fontainebleau, 1661-Meudon, 1711)", (1707), medallón, óvalo en mármol, procedente de Versailles

#### Jardines de lasTullerías
- "Sena y Marne"

#### Notre Dame

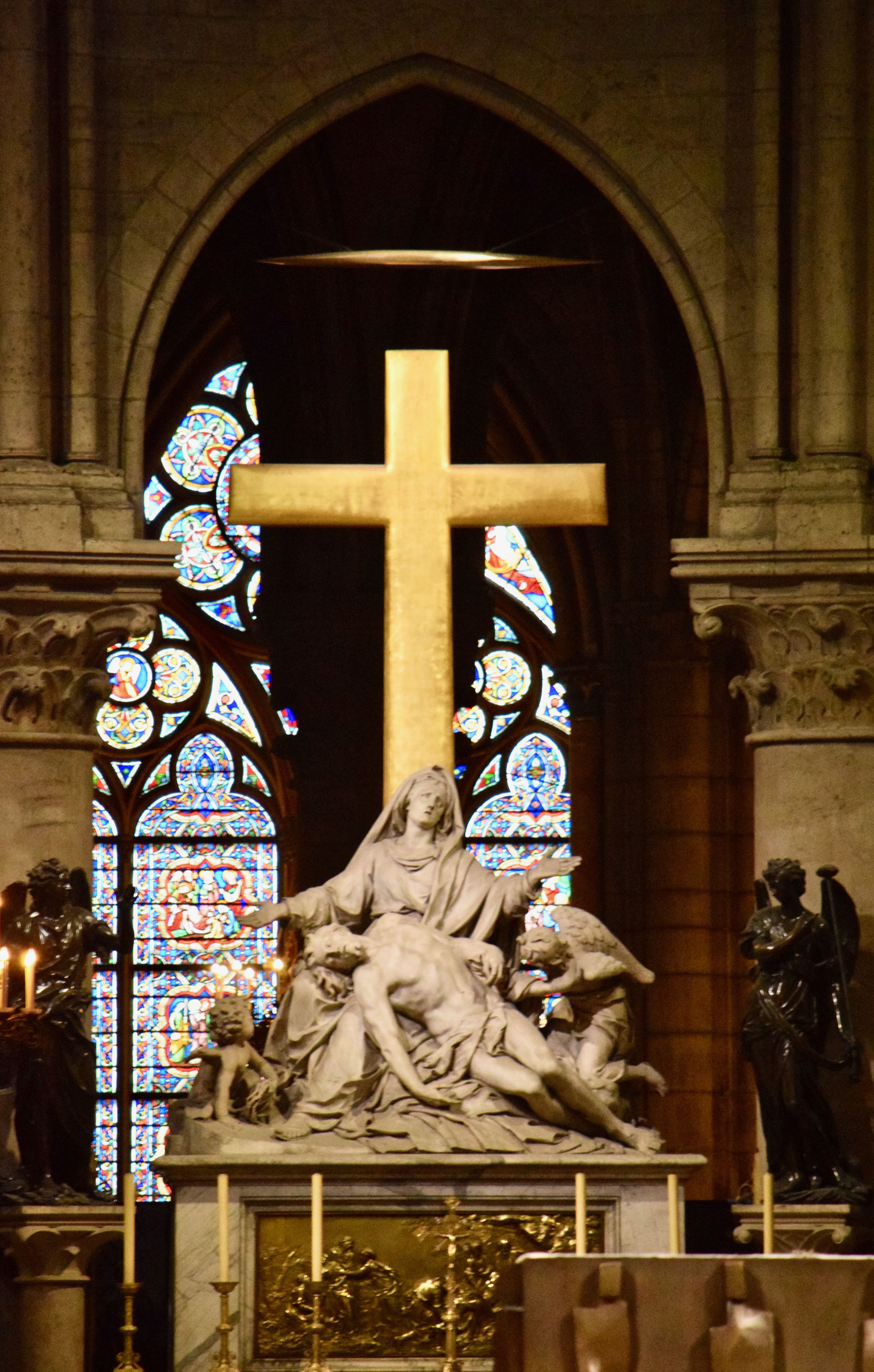
La piedad de Nicolas Coustou en la Catedral de Notre Dame de París

- "Descendimiento de la Cruz" tras el altar del coro de la catedral de París.

### Otros obras
- "Estudio académico de una talla en piedra", dibujo, Pithiviers ; Museo de Arte e Historia
- Dibujo de la instalación de los Caballos de Marly.

## Galería

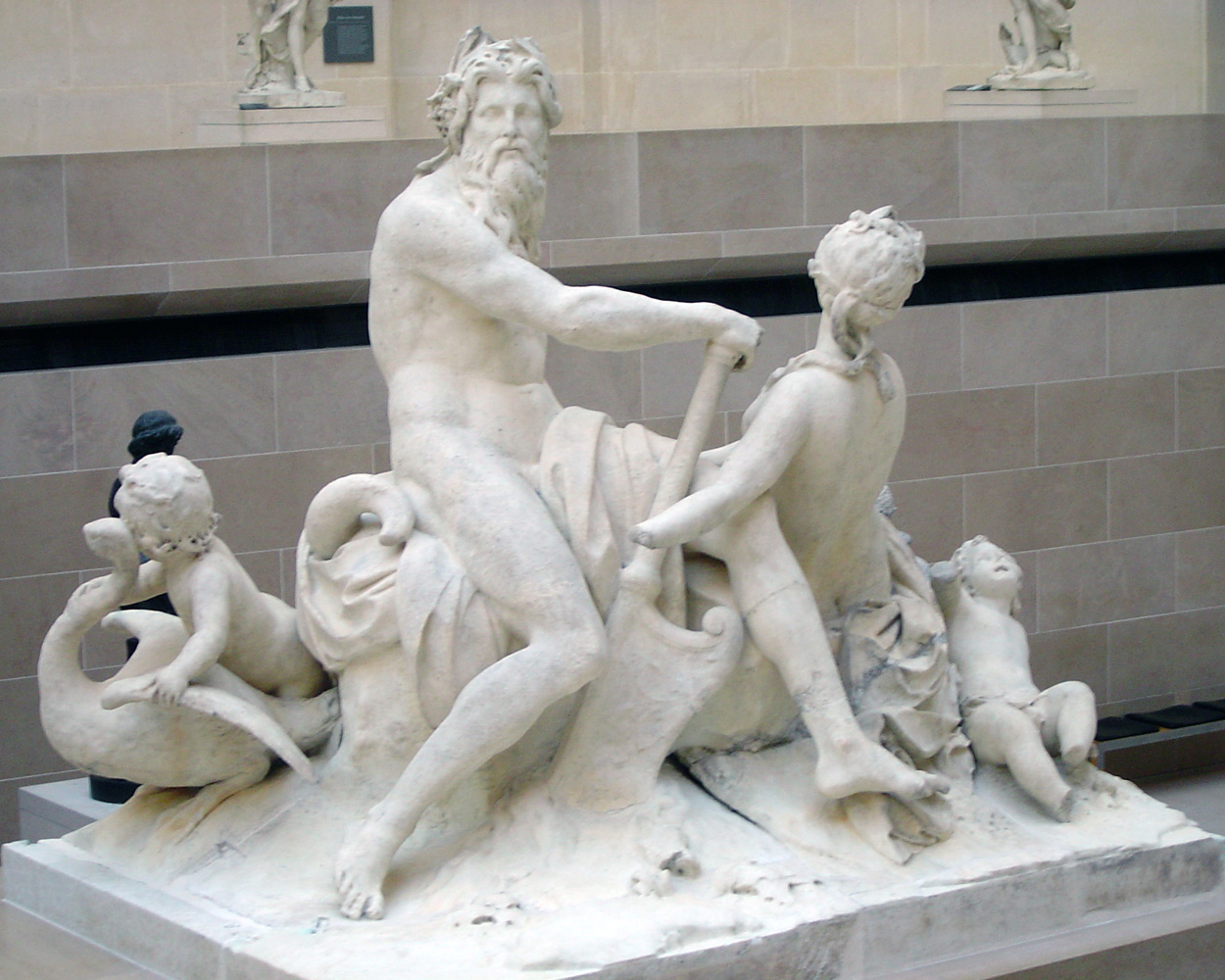
La Seine at la Marne
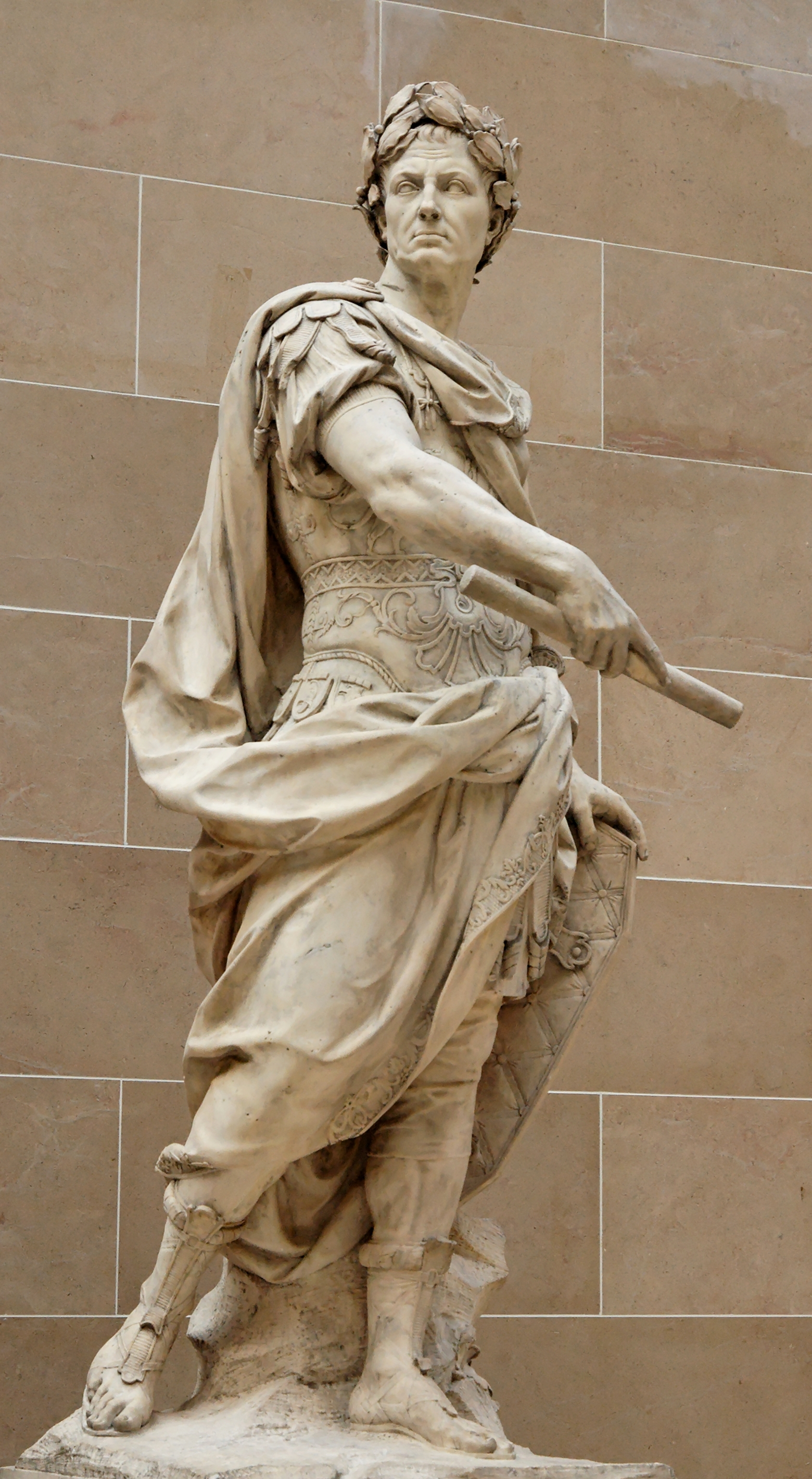
Julio César, en el Louvre
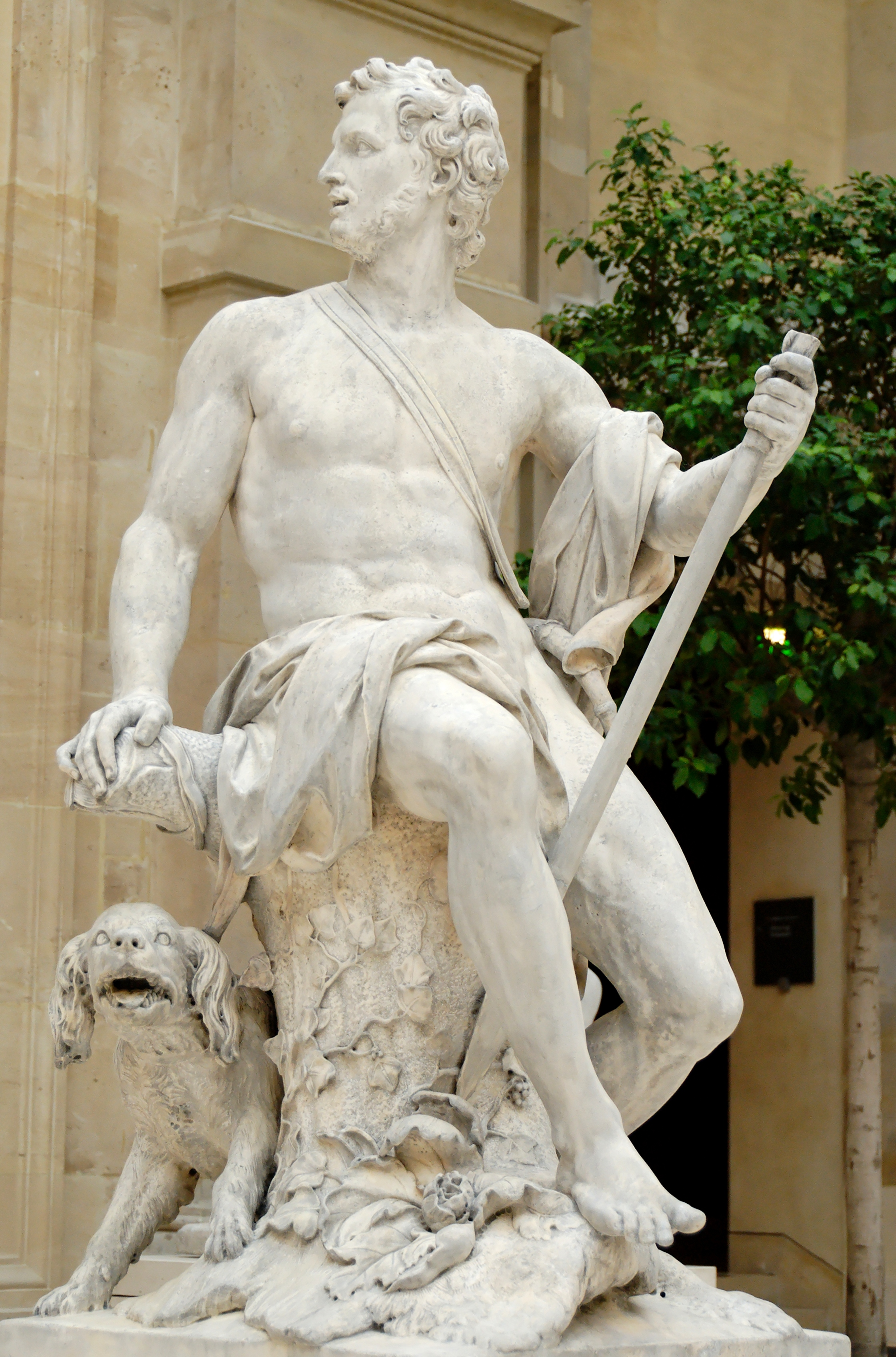
Cazador descansando, en el Louvre
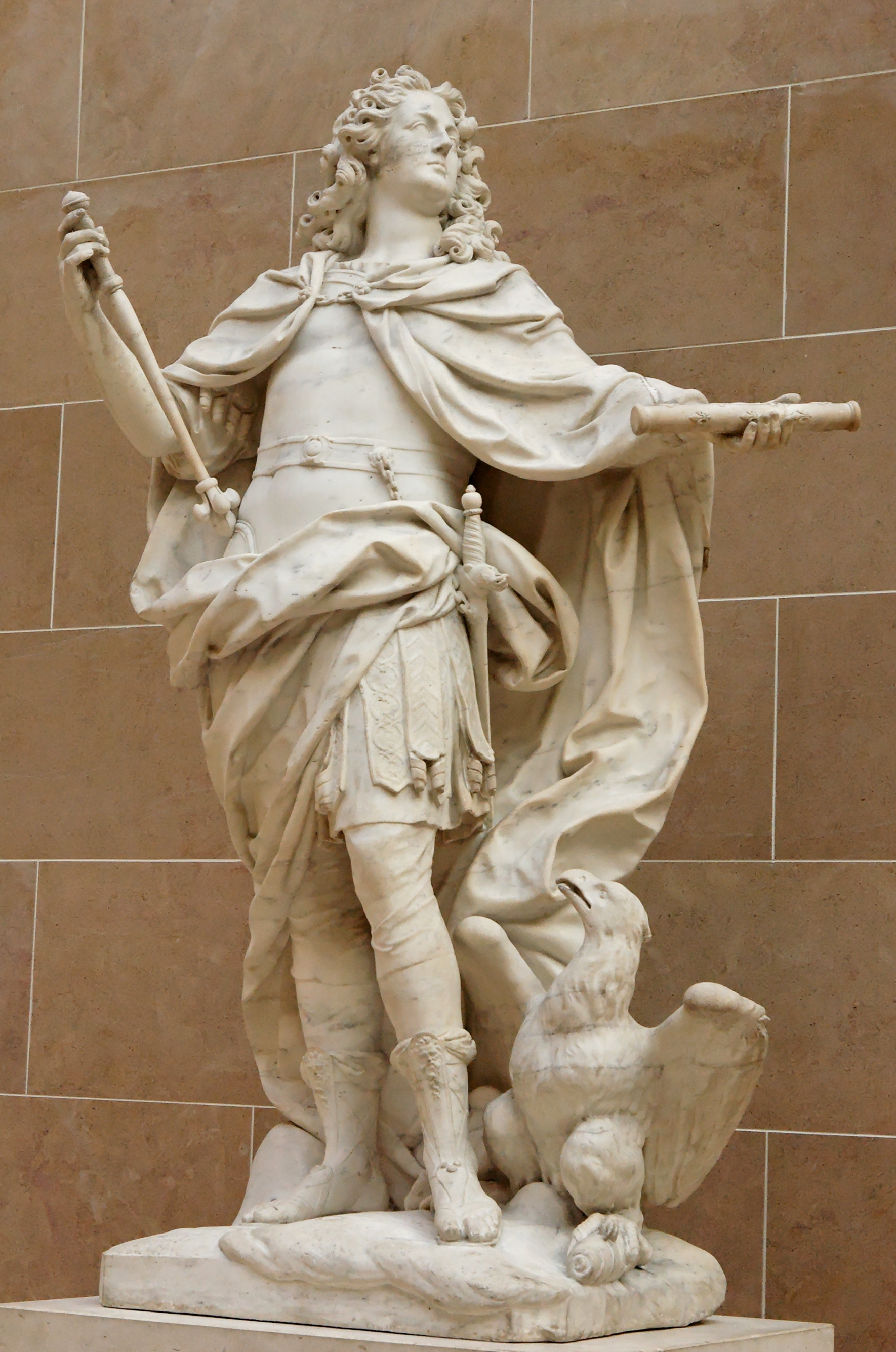
Luis XV
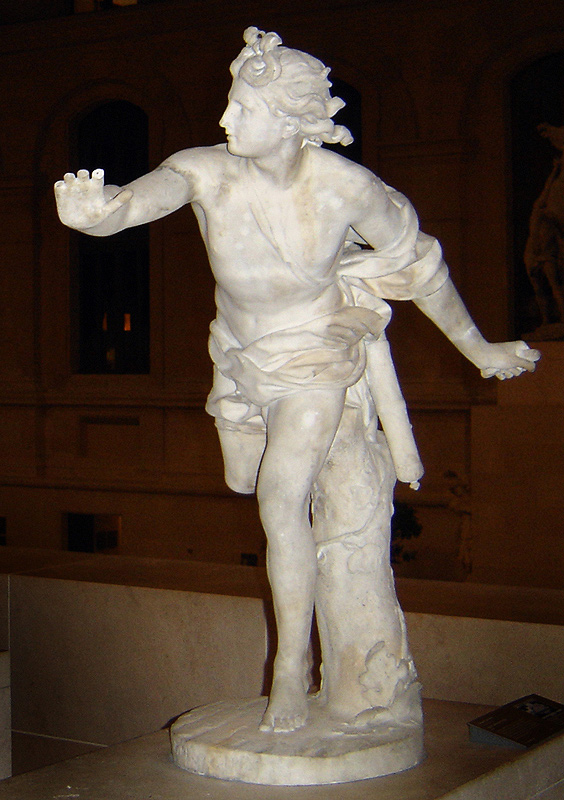
Apolo persiguiendo a Dafne, en el Louvre